# シャクヴィツェ - フストペチェ・ウ・ブルナ線
シャクヴィツェ～フストペチェ・ウ・ブルナ線（チェコ語: Železniční trať Šakvice – Hustopeče u Brna）は、チェコ国鉄の鉄道線の名称である。路線番号は254。
1894年、フストペチェ地方鉄道の路線として開業した。252号線から離れたフストペチェへのアクセス路線である。

## 運行形態
平日のみ、毎時1本の運行。シャクヴィツェで、半数は252号線ブルノ方面・オロモウツ方面双方の特急と、残り半数はブルノ方面・ホドニーン方面双方の快速、またはブルジェツラフ方面普通と接続する。未明の片道1本のみ、252号線のブルジェツラフ発フストペチェ行が運行される。休日は運行していない。
　2017年以前は、休日も、深夜に一日1往復のみ運行していた。252号線のブルノ方面と直通していた。

## 駅一覧
以下では、チェコ国鉄254号線の駅と営業キロ、停車列車、接続路線などを一覧表で示す。なお、全て各駅停車である。
| 路線名 | 駅名                       | 駅間営業キロ | 累計営業キロ | 接続路線                              | 所在地         | 所在地           |
| ------ | -------------------------- | ------------ | ------------ | ------------------------------------- | -------------- | ---------------- |
| 254    | シャクヴィツェ駅           | -            | 0.0          | 252号線（オロモウツ方面、ブルノ方面） | 南モラヴィア州 | ブルジェツラフ郡 |
| 254    | フストペチェ・ウ・ブルナ駅 | 6.8          | 6.8          |                                       | 南モラヴィア州 | ブルジェツラフ郡 |